# Jordi de Dinamarca
Jordi de Dinamarca (2 d'abril de 1653 - 28 d'octubre de 1708) va ser príncep consort de Gran Bretanya pel seu matrimoni amb Anna de la Gran Bretanya.
Va néixer a Copenhague, Dinamarca, sent el sisè dels vuit fills del rei Frederic III de Dinamarca i de Sofia Amàlia de Brunsvic-Lüneburg. Es va casar a l'any 1683 amb la princesa Anna d'Anglaterra, futura reina Anna de la Gran Bretanya, per la qual cosa li va ser atorgada la nacionalitat britànica i els títols de Duc de Cumberland, Comte de Kendal i Baró de Wokingham.

## Matrimoni amb Anna de la Gran Bretanya
Es va casar amb la princesa Anna d'Anglaterra, futura reina de la Gran Bretanya, el 28 de juliol de 1683, al Palau de St. James. Va obtenir la ciutadania anglesa i va ser condecorat com a cavaller de la Orde de la Lligacama l'1 de gener del 1684. El 6 d'abril de 1689 va ser investit amb els títols de Duc de Cumberland, Comte de Kendal i Baró de Wokingham. D'aquest matrimoni varen néixer 19 fills dels quals cap va arribar a l'edat adulta.
El seu matrimoni va ser feliç tot i les desgràcies personals que la parella reial va haver de patir; dels divuit embarassos d'Anna -entre els anys 1684 i 1700- només un fill, Guillem, Duc de Gloucester, va sobreviure als primers anys de la infantesa, només per acabar morint de verola a l'any 1700 amb 11 anys. Com molts altres membres de la reialesa i la noblesa, aquest índex de baixa natalitat masculina i la pobre taxa infantil de supervivència de la seva descendència és una evidència prou forta per afirmar que el príncep Jordi patía sífilis.
El grup social i polític que envoltava el príncep Jordi i la princesa Anna era conegut com el "Cercle Cockpit" fent al·lusió a Cockpit, la seva residència a Londres (al lloc on actualment es troba Downing Street a Westminster). La germana gran d'Anna, Maria (futura reina Maria II d'Anglaterra i d'Escòcia) s'havia traslladat als Països Baixos després del seu matrimoni amb Guillem d'Orange; l'oposició protestant a Jaume II d'Anglaterra i VII d'Escòcia, per tant, es va anar centrant cada cop més en Anna i Jordi en lloc de Maria, la llegítima hereva. A l'any 1688 la decisió de Guillem, Maria, Jordi i Anna d'abandonar a Jaume II va ser vital per posar en dubte la legitimitat del rei i va pavimentar el triomf de la Revolució Gloriosa, que va ser encapçalada per Guillem i que va rebre el suport de Jordi, qui encapçalava l'exèrcit del Gran Lord Almirall; no obstant, aquest exèrcit es va dissoldre a l'any següent. L'exèrcit d'Holanda va prendre el seu lloc com a 3r regiment de peu, amb el príncep Jordi com a oficial d'honor.
Sembla que Guillem es va negar a assistir a la coronació de Jaume II a l'any 1685 perquè Jordi, com a membre d'una família reial europea, el superava en rang nobiliari, doncs ell només era un estatúder escollit d'una república; aquesta desconfiança va ser superada durant la revolució del 1688. però les relacionades entre Jordi i Guillem van ser tenses durant el seu regnat. Es va arribar a un cert grau de reconciliació després de la mort sobtada i inesperada de la reina Maria a causa de la verola a l'any 1694; però Jordi no va desenvolupar un paper rellevant en el govern fins que la seva esposa Anna va succeir a Guillem a l'any 1702.
Jordi va ser un gran administrador i estrateg militar i, com a Gran Lord Almirall, va dirigir oficialment la Marina de Guerra Reial ajudant a les activitats militars del favorit d'Anna, el Capità-General John Churchill, I Duc de Malborough. Va morir al Palau de Kensington, el 28 d'octubre de 1708, als 55 anys, sent enterrat a l'Abadia de Westminster.
La reina Anna va quedar devastada amb la seva mort i, encara que ella es va negar inicialment a posar la Marina de Guerra en mans d'una Comissió, finalment va decidir signar els papers al despatx del seu marit.
El rei Carles II d'Anglaterra, oncle de la seva esposa, va dir una famosa frase quan va conèixer al príncep Jordi, amb ocasió del seu matrimoni amb Annaː "Ho he intentat quan estava begut, i ho he intentat quan ha estat sobri; i no hi ha res en ell". No el van veure com un dels caràcters polítics més colorits dels seus temps, però sens dubte va ser un gran estrateg i administrador, i un marit lleial i comprensiu per la reina Anna.